# Esporte Clube Macapá
L'Esporte Clube Macapá, noto anche semplicemente come Macapá, è una società calcistica brasiliana con sede nella città di Macapá, capitale dello stato dell'Amapá.

## Storia
Il club è stato fondato il 18 luglio 1944 come Panair Esporte Clube da Emanuel de Souza.
Nel 1946, il club ha cambiato denominazione con quella attuale, Esporte Clube Macapá.
Nel 1992, il Macapá ha partecipato al Campeonato Brasileiro Série C. Il club è stato eliminato alla prima fase, arrivando al terzo posto (su cinque club) nel proprio gruppo.

## Palmarès

### Competizioni regionali
- Torneio Integração da Amazônia: 1

1975

### Competizioni statali
- Campionato Amapaense: 17

1944, 1946, 1947, 1948, 1954, 1955, 1956, 1957, 1958, 1959, 1969, 1974, 1978, 1980, 1981, 1986, 1991